# Andy Muschietti
Andy Muschietti – eredeti formában Andrés Muschietti – (spanyolul: [musˈkjeti]; Buenos Aires, 1973. augusztus 26. –) argentin filmrendező, aki a 2013-as Mama című filmmel vált széles körben ismertté, amelyet Neil Crossszal és nővérével, Barbara Muschietti producerrel és forgatókönyvíróval készített az azonos című háromperces film alapján. Ez a film, amelyet 39 évesen készített, felkeltette Guillermo del Toro figyelmét, aki akkoriban vezető producerként tevékenykedett.
További elismerést szerzett az Az-filmsorozat mindkét filmjének rendezésével, az első a Stephen King Az című regényének 2017-es filmadaptációja volt, amely minden idők legnagyobb bevételt hozó horrorfilmje lett, a második pedig a 2019-es második rész, az Az – Második fejezet. Mindkettőt a Warner Bros. Pictures forgalmazta és a New Line Cinema gyártotta.

## Ifjúkora
Muschietti a Buenos Aires-i Vicente Lópezben született és nőtt fel, és egy nővére van, Barbara Muschietti. Ő és nővére a Fundación Universidad del Cinén tanultak.

## Pályája
Széles körű elismerést ért el a 2013-as Mama című filmmel, amelyet Neil Cross-szal, illetve nővérével, a producer és forgatókönyvíró Barbara Muschiettivel együtt készített, a háromperces, azonos című film alapján. Ez a film, amelyet 39 évesen készített, felkeltette Guillermo del Toro figyelmét, aki akkor ügyvezető producer volt.
További elismerést kapott az Az filmsorozat mindkét filmjének rendezéséért, az első Stephen King Az című regényének 2017-es adaptációja volt, amely minden idők legtöbbet hozó horrorfilmjévé vált, a második pedig a 2019-es Az – Második fejezet. Mindkettőt a Warner Bros. Pictures forgalmazza, és a New Line Cinema gyártja.
2023-ban jelent meg rendezésében a Flash – A Villám (film) Ezra Miller főszereplésével, ami a DC Extended Universe-ben játszódik, illetve az Attack on Titan élőszereplős adaptációjára készül. Ugyanakkor a The Howling (Az üvöltés) című farkasemberes horror remake-jét rendezi a Netflix számára.
2019 augusztusában bejelentették, hogy Muschietti lesz a producere Stephen King Roadwork című filmjének filmadaptációjának, Pablo Trapero rendezésében.

## Magánélete
Muschietti nővére, Barbara Muschietti szintén filmes író és producer. Olasz-argentin felmenőkkel rendelkezik.

## Filmográfia
| Év   | Cím                  | Rendező | Író  | Megjegyzés                             |
| ---- | -------------------- | ------- | ---- | -------------------------------------- |
| 2008 | Mamá                 | Igen    | Igen | rövidfilm                              |
| 2013 | Mama                 | Igen    | Igen | rendezői debütálás rövidfilmje alapján |
| 2017 | Az                   | Igen    | Nem  | Stephen King regénye alapján           |
| 2019 | Az – Második fejezet | Igen    | Nem  | Stephen King regénye alapján           |
| 2022 | The Flash            | Igen    | Nem  | forgatás alatt                         |

### Egyéb munkák
| Év   | Cím                          | Szerep                                            |
| ---- | ---------------------------- | ------------------------------------------------- |
| 1996 | Moebius                      | PR-menedzser                                      |
| 1996 | Evita                        | díszletgyártó asszisztens                         |
| 2000 | Una noche con Sabrina Love   | Második rendezőasszisztens Szereplő: TV közvetítő |
| 2020 | Locke & Key – Kulcs a zárját | Vezető producer                                   |

## Díjak és jelölések
| Év   | Díj / Szervezet                       | Kategória                   | Cím                  | Eredmény | Hiv.  |
| ---- | ------------------------------------- | --------------------------- | -------------------- | -------- | ----- |
| 2013 | Fantasporto                           | Legjobb rendező             | Mama                 | Elnyerte | [ 4 ] |
| 2013 | Palm Springs Nemzetközi Filmfesztivál | Figyelemre méltó rendezők   | Mama                 | Elnyerte | [ 5 ] |
| 2020 | Imagen díj                            | Legjobb rendező – Játékfilm | Az – Második fejezet | Jelölve  | [ 6 ] |

## Fordítás
- Ez a szócikk részben vagy egészben  az   Andy Muschietti című angol Wikipédia-szócikk fordításán alapul.  Az eredeti cikk szerkesztőit annak laptörténete sorolja fel. Ez a jelzés csupán a megfogalmazás eredetét és a szerzői jogokat jelzi, nem szolgál a cikkben szereplő információk forrásmegjelöléseként.